# Памятник львовским пивоварам
Памятник львовским пивоварам (укр. Пам’ятник львівським броварям) расположен на одной из сторон проспекта Свободы у башни лавочников и среди прочего напоминает о том, что Львов стал тем местом, где впервые в Украине начали варить пиво. Скульптура была открыта 9 мая 2011 года в День города. В том же году известный французский ресурс Patrimoine-horloge назвал часы, являющиеся частью композиции памятника, одними из самых оригинальных в мире.
Памятник львовским пивоварам был установлен на средства Львовской пивоварни. Его высота составляет 2,5 метра. Он представляет собой бронзовую скульптуру монаха-пивовара с пивным бочонком на плече. На лицевом торце которого размещены часы, которые ежедневно в 17:15 воспроизводит отрывок гимна местных пивоваров "Кто «Львовское» пьёт — сто лет проживёт! ", автором которого является известный львовский композитор Анатолий Кос-Анатольский, в исполнении вокальной группы «Пиккардийская терция». Создателем же часов является часовщик Алексей Бурнаев.
В торжественном открытии памятника приняли участие и. о. директора «Львовской пивоварни» Роман Головня, заместитель мэра Львова Василий Косив и автор скульптуры Владимир Цисарик. Впоследствии сюжет памятника дополнили небольшие человечки. — «батяры», установленные в разных уголках города. В сентябре 2012 года памятник львовским пивоварам был передан в собственность территориальной общины города Львова.